# Sangdrossel
Sangdrossel (Turdus philomelos) er en spurvefugl i familien drosselfugle. Den er udbredt over det meste af Europa og i dele af Asien samt indført visse steder i Australasien. I Danmark er den almindelig i nåleskove eller blandskove,[kilde mangler] især i den østlige del af landet.[kilde mangler] Den er i løbet af 1900-tallet indvandret til byernes haver og parker, hvor den dog lever temmelig skjult, da den stadig er ret sky.[kilde mangler] Den opdages oftest på sin kraftige sang.[kilde mangler]

## Udseende og stemme
Sangdroslen er omkring 23 centimeter eller lidt mindre end en solsort. Kønnene er ens i fjerdragten. Oversiden er brun, dog med gulbrune spidser på de store dækfjer. Undersiden er gullig med mange mørke pletter i rækker. I den hurtige, retlinede flugt ses på vingens underside lysebrune (rustgule ) vingedækfjer. Benene er hudfarvede. Unge fugle ligner de voksne, men har gulplettet overside.

### Stemme
Sangen høres vidt omkring og har melodiøs klare fløjtetoner. Den kan minde om solsortens, men består af korte motiver som gentages flere gange og kan f.eks. gengives som "du-it, du-it, du-it! bit bit bit bit! be-di-u be-di-u...!" eller i en engelsk udgave: "Kiss me, kiss me!, Do it, do it, do it, Be quick, be quick,...!". De enkelte motiver varierer en del, og hver han har sit eget repertoire med i gennemsnit 130 forskellige passager. Ofte indgår imitationer af andre fugle.
Hannen fremfører oftest sangen fra toppen af et træ eller et andet højt sted. I Danmark synger den fra sin ankomst i marts indtil juli og er en af de fugle, der tidligst begynder at synge, ofte mere end en time før solopgang. Også om aftenen er sangdroslen sidst til at indstille sangen. I en britisk undersøgelse blev arten sammenlignet med 17 andre sangfugle, og af dem havde sangdroslen den kraftigste stemme i forhold til sin vægt.
Kaldet er et skarpt, lyst tsip. Fra flyvende fugle høres også et meget kort sip. Advarselskaldet er bl.a. et duk-duk eller en hurtig serie: tjitjitji...!.

## Levested og udbredelse
Sangdroslen yngler sædvanligvis i skove med meget undervegetation og med mere åbne områder, som lysninger, i nærheden. Den anvender i Vesteuropa også haver og parker. Den yngler op til trægrænsen og når fx 2.200 meter over havet i Schweiz. I den østlige del af artens udbredelsesområde findes den kun i udkanten af de tætte nåleskove.

### Udbredelse
Arten forekommer i det vestlige og centrale Palæarktis, hvor den yngler i den tempererede og boreale zone. Den findes i hele Europa på nær Island og det sydlige middelhavsområde. I øst strækker dens forekomst sig til Bajkalsøen.
Sangdroslen blev i midten af 1800-tallet indført til det sydøstlige Australien og New Zealand. I Australien er den i dag kun udbredt i omegnen af Melbourne.
I Danmark er sangdroslen en almindelig yngletrækfugl, der overvintrer i det sydvestlige Europa og Nordafrika. Den trækker om natten, hvor man især i april og oktober kan høre dens korte, skarpe "tsip"-kald fra de fugle, der passerer landet til eller fra den skandinaviske halvø og Finland.

## Ynglebiologi
Sangdroslen ankommer til Danmark fra slutningen af februar til begyndelsen af april. Den skålformede rede placeres lavt i et træ eller en busk og bygges af sammenflettede strå og kviste, der holdes sammen af ler. Den er let genkendelig ved, at bunden er en fast skal af sammenklinet trøsket træ og spyt.
Hunnen lægger 5-6 blålige æg med mørke pletter og ruger dem i to uger. Ungerne bliver først fodret i reden af forældrene i to uger, hvorefter de forlader reden. De er først flyvefærdige et par dage senere og fodres fortsat i to-tre uger. Det er almindeligt med to kuld på en sommer, med andet kuld i juni måned.

## Føde
Som solsorten finder sangdroslen sin føde på jorden. Når den søger føde, bevæger den sig først hurtigt fremad for derpå pludseligt at stoppe op og se sig omkring. Den æder især regnorme, insekter og bær. Desuden er snegle en vigtig næringskilde, hvor den foretrækker arter som havesnegl og lundsnegl, hvis sneglehus knuses mod en sten.

## Galleri
- Turdus philomelos
- En sangdrosselrede.
- Æg af sangdrossel.
- Juvenil sangdrossel.